# Graham Jefcoate
Graham Jefcoate (* 1951) ist ein britischer Bibliothekar.

## Leben
Graham Jefcoate studierte von 1970 bis 1973 englische Literatur an der Universität Cambridge und 1974/75 Bibliothekswissenschaft am University College London. Von 1981 bis 1988 war er unter Bernhard Fabian an der Universität Münster für den Catalogue of English Books Printed Before 1801 Held by the University at Göttingen tätig. Ab 1988 arbeitete er an der British Library in London, ab 1997 als Leiter der Abteilung Early Printed Collections.
Vom 1. März 2002 bis zu seinem frühzeitigen Ausscheiden am 30. März 2003 wegen „unterschiedlicher Auffassungen beider Seiten zur zukünftigen Ausrichtung der Staatsbibliothek“ war er Generaldirektor der Staatsbibliothek zu Berlin. Über diese Zeit liegen keine Jahresberichte der Bibliothek vor.
Von 2005 bis zu seinem Ruhestand 2011 war er Direktor der Universitätsbibliothek Nijmegen.
Bis 2011 war Jefcoate Vorsitzender des Lenkungsausschusses für Kulturelle Sammlungen und Erhaltung (Steering Committee for Heritage Collections and Preservation) der Ligue des Bibliothèques Européennes de Recherche.

## Veröffentlichungen (Auswahl)
- Deutsche Drucker und Buchhändler in London 1680–1811. Strukturen und Bedeutung des deutschen Anteils am englischen Buchhandel. De Gruyter, Berlin 2015, ISBN 978-3-11-035507-9  (S. 611 Lebenslauf).